# 변성 구배 젤 전기영동
변성 구배 젤 전기영동(Denaturing Gradient Gel Electrophoresis, DGGE)는 변성 구배 젤을 이용한 전기영동으로 DNA 염기서열의 구조적 차이를 분별하는 기법이다.

## 원리
이 방법은 변성제의 농도구배가 있는 젤을 사용하여 이중가닥 DNA를 전기영동한다. 보통은 폴리아크릴아마이드 젤을 사용하고, 요소와 포름아미드를 변성제로 사용한다. 젤 중에 변성제의 농도 구배가 있으면, 이중가닥 DNA는 분자량의 차이뿐만 아니라, 변성용이성의 차이로도 밴드가 나타나는 위치가 달라지기 때문에, 높은 분리능을 얻을 수 있다.
변성된 DNA는 인산기의 음전하가 버퍼에 의해 중화되어서 이동되기 어려워지기 때문에, 이중가닥 DNA가 변성되는 위치의 근방에 밴드가 나타난다. 하지만, 이 방법(원법)으로는 G-C가 풍부한 이중가닥 DNA의 미스매치를 충분히 검출할 수 없었기에 GC clamp (Sheffield et al., 1989)라고 불리는 40염기정도의 G-C가 풍부한(안정한) 배열이 PCR 시에 한쪽 프라이머의 5’쪽에 붙는다. 이 방법으로는 음전하가 clamp부분에 유지되므로, 분리능이 향상되고, 보다 G-C가 풍부한 긴 DNA를 시료로 하는 것이 가능하다. 하지만 GC clamp가 있는 프라이머는 60염기정도가 되기 때문에, 보통의 프라이머와 비교해서 고가가 된다.

## 활용
본래는 이중가닥 DNA의 염기서열의 부분적인 차이를 비교적 용이하게 검출하는 수법으로 하여, Fisher와 Lerman(1983)에 의해 제안되었다. 하지만, 분리능의 높이에서 미생물 군집 분석(메타게놈분석)에도 응용되고 있다. 
환경 중의 미생물 군집은 다수의 종을 포함하며, 그것의 대부분은 배양불가능이기 때문에 배양할 것 없이 다수의 미생물을 일제히 검출하기 위해 중요한 수법의 하나로 되어 있다. 복잡한 미생물 군집의 혼합물을 시료로 한 경우에도, 잘 분리된 밴드에서 잘려 나온 산물은 시퀀스 반응에 유용할 수 있다. 하지만 복잡한 미생물군집에서 유래하는 DNA를 PCR로 증폭하면 키메라 산물이 생긴다든지, DNA 폴리머레이즈의 증폭에러에 의해 잘못된 미생물 종으로 귀속되는 가능성이 있다. 그래서 증폭에러가 적은 φ29DNA폴리머레이즈에 의한 예비 증폭, 3'→5'교정활성이 있는 DNA폴리머리이즈의 사용, S1 뉴클리아제에 의한 헤테로듀플렉스의 검출, 키메라체크프로그램에 의한 배열의 확인 등이 병용되고 있다.

## 단계
본 기법의 단계는 다음과 같다.
1. 프라이머 디자인: GC clamp는 일반적으로 가장 분열하기 쉬운 곳에 인접하도록, 또 증폭한 100~400bps의 배열 중에 분열하는 곳이 적어도 1개, 많아도 2개의 영역이 되도록 설계한다.
2. 농도구배젤 만들기: 적당한 변성제 농도의 그라디언트 젤을 만든다. 이 때, 전기영동의 진행 방향을 향해 변성제 농도가 높아지도록 한다. 일정한 온도로 데온 TAE 버퍼에서 15분 정도 프리런을 수행한다.
3. 전기 영동: 샘플을 로딩 후, 일정 전압으로 수행한다. 분리능을 높이기 위해, 저전압(50~60V정도)로 하룻밤 영동하는 경우가 많다.
4. 염색: EtBr뿐만 아니라, 더욱 감도 높은 SYBR Gold나 SYBR GreenⅠ와 같은 것들도 이용되고 있다.
5. 밴드 잘라내기: 매우 밀집하여 얇은 밴드가 되는 경우가 많기 때문에, 멸균시킨 파스퇴르 피펫이나 피펫팁이 이용되는 경우가 많다. 잘려나온 젤에서 TAE 버퍼 등으로 DNA를 용출하여 PCR을 수행 후 시퀀싱에 이용한다. 밴드가 충분히 분리되는 것을 기대할 수 없는 경우에는 TA클로닝 등을 병용한다.

## 변법
- TGGE(Temparature Gradient Gel Electrophoresis 온도구배젤전기영동법): 변성제가 아니라 온도구배를 이용한다.
- CDGE(Constant Denaturant Gel Electrophoresis) 구배가 없는 일정농도의 변성제를 이용하여 수행. 알려진 변이의 유무를 판정하기 쉬운 방법.